# Woddow (Brüssow)
Woddow ist ein Ortsteil der Landstadt Brüssow im Landkreis Uckermark im äußersten Nordosten des Landes Brandenburg. Der Ort wurde am 31. Dezember 2001 eingemeindet und war vorher eine eigenständige Gemeinde.

## Lage
Woddow liegt im Randowbruch, etwa 22 Kilometer Luftlinie nordöstlich der Stadt Prenzlau, 18 Kilometer südöstlich von Pasewalk und 24 Kilometer westlich der polnischen Stadt Stettin. Im Osten grenzt Woddow an Mecklenburg-Vorpommern. Umliegende Ortschaften sind Wollschow im Norden, die in Mecklenburg-Vorpommern liegenden Orte Retzin (zur Gemeinde Ramin) im Nordosten und Glasow im Osten, Bagemühl im Süden, Grünberg im Südwesten, Frauenhagen im Westen sowie die Kernstadt Brüssow im Nordwesten. Zu Woddow gehören die Wohnplätze Heimstedt und Wassermühle.
Woddow liegt an der Kreisstraße 7316 zwischen Wollschow und Bagemühl. Die Landesstraße 26 zwischen Brüssow und Löcknitz verläuft vier Kilometer nördlich des Ortes. Auf der Gemarkungsgrenze zwischen Woddow und Glasow fließt die Randow, südlich des Ortes fließt der Mühlgraben.

## Geschichte
Das Dorf Woddow entstand als Bauerndorf im Zuge der Ostkolonisation während des 12. Jahrhunderts und wurde 1416, nach anderen Quellen erst 1437, erstmals urkundlich erwähnt. Die nördlich der Ortslage gefundenen Großsteingräber von Wollschow weisen auf eine Besiedlung der Ortslage bis in die Eisenzeit hin. Der Ortsname bedeutet „Ort am Wasser“, bezogen auf die Lage im Tal der Randow. Zum Zeitpunkt der Ersterwähnung gehörte Woddow den von Lindstedt, danach wechselten die Besitzverhältnisse häufig, bis der Ort 1471 an die von Buch zu Löcknitz kam. Woddow gehörte damals zum Amt Löcknitz in der Kurmark.
Kurz vor Beginn des Dreißigjährigen Krieges lebten im Ort 14 Bauern und sieben Kossäten. Im Dreißigjährigen Krieg wurde Woddow schwer getroffen, von der ursprünglichen Bevölkerung blieben nur zwei Bauern und zwei Kossäten übrig. 1662 wurde mit einem Schulbau begonnen. 1671 wurde Woddow aus dem Amt Löcknitz ausgegliedert und kam zur Mark Brandenburg. Um den Aufbau der im Krieg zerstörten Dörfer voranzutreiben und eine drohende Entvölkerung der Gebiete zu verhindern wurden zudem Hugenotten in Woddow angesiedelt. Im Verlauf der weiteren Geschichte kam Woddow an die in der Region ansässige Adelsfamilie von Arnim, bis diese den Ort 1932 an einen Otto von Birkenstedt verkaufte.
Da Woddow in der in den letzten Tagen des Zweiten Weltkrieges sehr stark umkämpften Hauptkampflinie Randowtal lag, wurde der Ort schwer beschädigt. Ein Großteil der Einwohner floh in Richtung Westen, am 26. April 1945 wurde der Ort von der Roten Armee eingenommen. Anfang Mai 1945 kehrten die meisten Einwohner in das beinahe vollständig zerstörte Dorf zurück. Bei der Bodenreform nach Kriegsende wurde Gutsbesitzer von Birkenstedt enteignet und das Land an 52 Neubauern in der Umgebung aufgeteilt. Am 8. Oktober 1945 wurde der Schulunterricht wieder aufgenommen. Im Jahr 1952 kam es zur Gründung der Landwirtschaftlichen Produktionsgenossenschaft „Karl Marx“, die jedoch bereits im folgenden Jahr wieder aufgelöst wurde. Bei der DDR-Kreisreform 1952 wurde die Gemeinde Woddow dem Kreis Pasewalk im Bezirk Neubrandenburg zugeteilt. Am 1. April 1952 wurde die LPG vom Typ III „Junge Garde“ gegründet, die im Jahr 1957 bereits 84 Mitglieder umfasste. Im August 1978 erfolgte die Fusion der LPG in Woddow mit den LPGs aus Bagemühl, Battin, Grünberg und Trampe zu einer Kooperativen Abteilung Pflanzenproduktion.
Nach der Wende gehörte Woddow zunächst dem Landkreis Pasewalk in Mecklenburg-Vorpommern an, bevor die Gemeinde am 1. August 1992 nach einem Volksentscheid in den Landkreis Prenzlau im Land Brandenburg umgegliedert wurde. Seit der brandenburgischen Kreisreform von 1993 liegt Woddow im Landkreis Uckermark, wo sich die Gemeinde dem Amt Brüssow anschloss. Kurz nach der Wende wurden die Schule und Kindertageseinrichtung in Woddow geschlossen, seitdem gehen die Kinder des Ortes in Brüssow zur Schule. 1994 wurde Woddow an die Trinkwasserleitung der Gemeinde Bagemühl angeschlossen. Am 31. Dezember 2001 wurde Woddow nach Brüssow eingemeindet.

## Sehenswürdigkeiten

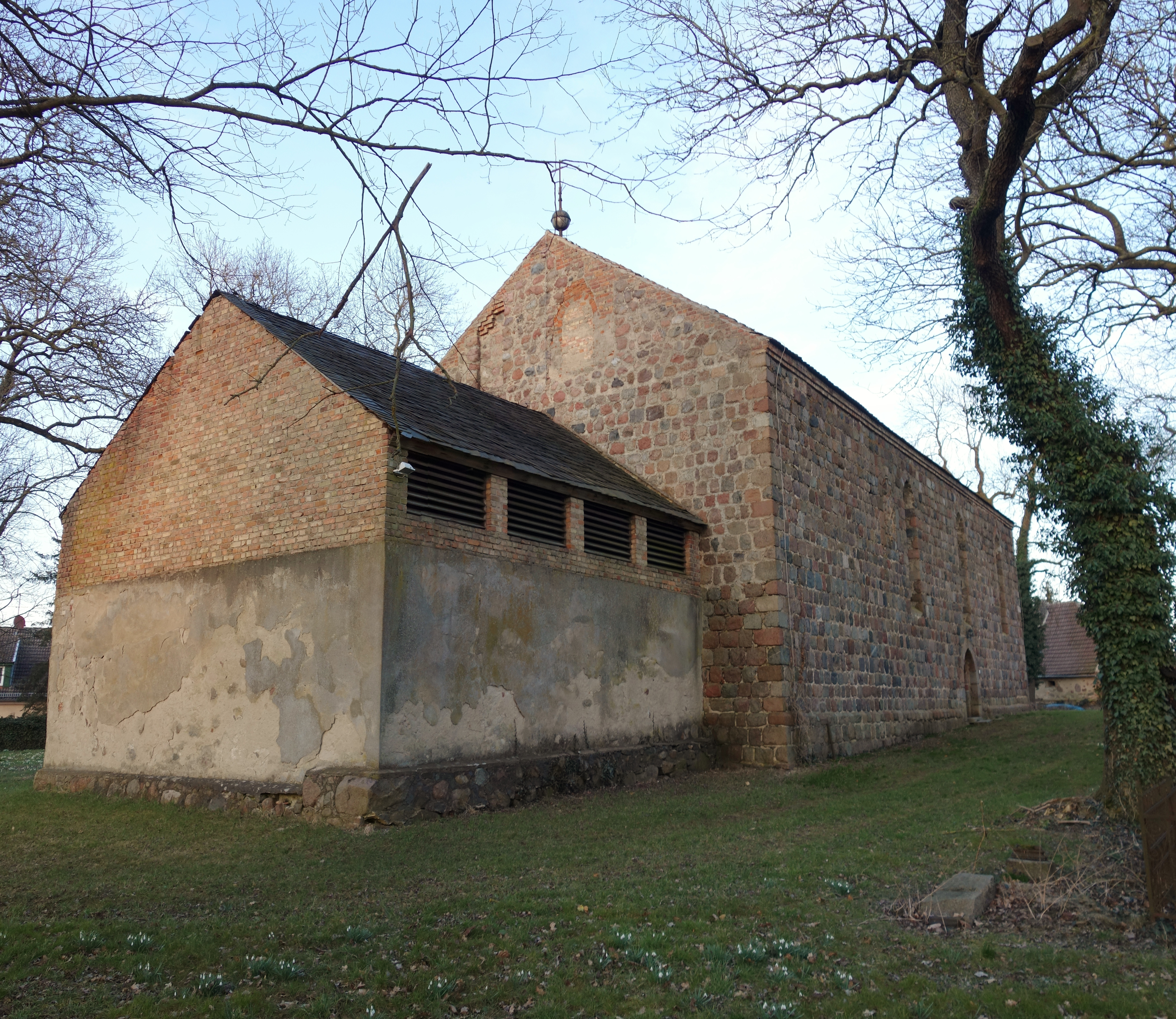
Dorfkirche Woddow

Für Woddow sind in der Denkmalliste des Landes Brandenburg vier Baudenkmale eingetragen:
- Die evangelische Dorfkirche Woddow ist ein Feldsteinsaalbau, der während der Ostkolonisation in der zweiten Hälfte des 13. Jahrhunderts entstand. Ursprünglich hatte die Kirche seit 1709 einen Fachwerkturm, dieser wurde im Zweiten Weltkrieg zerstört und 1962 abgetragen, während der Rest der Kirche neu aufgebaut wurde. Ausgestattet ist die Dorfkirche mit einem Schnitzaltar aus dem 16. Jahrhundert, der 2007 restauriert wurde.
- Das ehemalige Herrenhaus Woddow, das ein Teil der Gutsanlage ist, wurde zwischen 1760 und 1801 errichtet. Das Herrenhaus ist ein eingeschossiger Putzbau mit Mansarddach vom Ende des 18. Jahrhunderts.[3] Vor dem Herrenhaus befinden sich zwei freistehende Kavaliershäuser, der Gutshof ist von Wirtschaftsgebäuden gesäumt. Im Gutspark in Woddow steht zudem ein oktogonales Teehaus mit Kuppeldach aus dem 18. Jahrhundert.[4] Das Herrenhaus gehörte in der DDR-Zeit zur LPG, über den früheren Hofgraben führte eine Brücke, an deren Hausseiten Podeste ohne Figuren standen. Das Haus, die Brücke und selbst die Dorfstraße befanden sich in den 1960er Jahren in einem sehr schlechten Zustand. Erst nach der Wiedervereinigung  konnte die Anlage denkmalgerecht saniert werden.
- Das Wohnhaus Woddow 10, ein Fachwerkhaus aus dem 18./19. Jahrhundert, und die ehemalige Gutsschmiede mit Wohnhaus stehen ebenfalls unter Denkmalschutz.

## Einwohnerentwicklung
| Jahr | Einwohner |
| ---- | --------- |
| 1875 | 387       |
| 1890 | 363       |
| 1910 | 399       |

| Jahr | Einwohner |
| ---- | --------- |
| 1925 | 385       |
| 1933 | 334       |
| 1939 | 346       |

| Jahr | Einwohner |
| ---- | --------- |
| 1946 | 402       |
| 1950 | 460       |
| 1964 | 278       |

| Jahr | Einwohner |
| ---- | --------- |
| 1971 | 272       |
| 1981 | 207       |
| 1989 | 178       |

| Jahr | Einwohner |
| ---- | --------- |
| 1994 | 175       |
| 2000 | 161       |
| 2020 | 109       |

Gebietsstand des jeweiligen Jahres